# Vestersøhus
Vestersøhus er en etageejendom, der ligger på Vesterbro i København. Ejendommen har adresserne Vester Søgade 44-78 samt Gyldenløvesgade 21-25.
Den er tegnet af arkitekterne Kay Fisker og C.F. Møller og stod færdig i 1939. Ejendommen er opført i røde teglsten i syv etager og betragtes som et hovedværk indenfor dansk funktionalisme og består af 436 lejligheder, der har mellem to og seks værelser samt 14 butikslejemål. Facaden mod Sankt Jørgens Sø er 500 m lang.
Lejlighederne har i sin rumplan fokus på funktion; rummene er regulære, og der er ingen spildplads og heller ingen pynt og staffage. Samtlige lejligheder har altan, der er vendt mod vest. Altankarnapperne gjorde, at Vestersøhus kom til at danne forbillede for senere dansk etageboligbyggeri. Bygningen blev fredet i 1994.